# Cànace

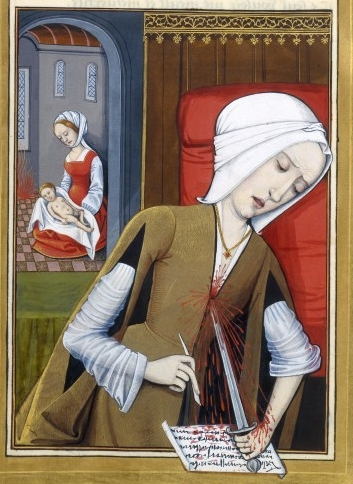
Suïcidi de Cànace. BnF

Segons la mitologia grega, Cànace (en grec antic Κανάκη) va ser una heroïna, filla d'Èol, rei de Magnèsia, i d'Enàrete.
Ovidi, que segueix Eurípides, explica que va cometre incest amb el seu germà Macareu i en tingué un fill. La seva dida estava a punt de treure l'infant del palau per abandonar-lo a la muntanya, i l'havia amagat entre diversos objectes pretextant que anava a celebrar un sacrifici. El nadó va cridar i Èol va descobrir la seva presència. El rei va llençar el nen als gossos i va enviar una espasa a la seva filla amb ordre de suïcidar-se. També se li atribueixen a Cànace relacions amb Posidó, amb qui va tenir diversos fills, segons algunes fonts. Epopeu, Nireu, Aloeu, Tríopas i Hopleu passen per fills seus.